# Cecil Boden Kloss
Cecil Boden Kloss (28 de marzo de 1877 – 19 de agosto de 1949) fue un zoólogo inglés experto  en mamíferos y aves del Sudeste Asiático.
A principios del siglo XX, Kloss acompañó al naturalista estadounidense William Louis Abbott en explorar las islas Andaman y Nicobar. Durante los años 1912-1913 Kloss participó en la 2.ª Expedición Wollaston a Guinea Nueva holandesa, dirigido por el doctor médico británico y explorador A.F.R. Sandy Wollaston, en carácter de zoólogo. 
Desde 1908  trabajó con Herbert Christopher Robinson en el museo en Kuala Lumpur. Fue Director  del Raffles Museo de 1923 a 1932 y presidente de la Rama malaya de la Sociedad asiática Real en 1930.
Kloss es conmemorado en los epónimos de un número de plantas y animales, incluyendo:
Plantas
- Eugenia klossii, planta endémica de Malasia
- Nepenthes klossii, pitcher planta endémica de Nueva Guinea
- Begonia klossii, begonia
- Rungia klossii, pequeño vegetal de Nueva Guinea
- Cyathea klossii, helecho árbol nativo de Nueva Guinea occidental
- Adiantum klossii, helecho

Mamíferos
- Hylobates klossii, gibón, endémico de islas Mentawai, Indonesia
- Euroscaptor klossi, topo, se halla en Laos, Malasia, y Tailandia

Aves
- Bubo coromandus klossii, búho águila de Malasia

Reptiles
- Emoia klossi, lagarto endémico de Nueva Guinea occidental
- Gonocephalus klossi, dragón de bosque, lagarto endémico de Sumatra, Indonesia
- Fimbrios klossi, culebra, de Camboya, Laos y Vietnam
- Hydrophis klossi, de áreas costeras del océano Índico de Malasia peninsular, Tailandia (incluyendo Phuket), Singapur e Indonesia (Sumatra)

## Obra (incompleta)
In the Andamans and Nicobars; The narrative of a cruise in the schooner "Terrapin", with notices of the islands, their fauna, ethnology, etc., (1903)

## Abreviatura (zoología)
La abreviatura Kloss  se emplea para indicar a Cecil Boden Kloss como autoridad en la descripción y taxonomía en zoología.